# Джеймс Мийд
Джеймс Едуард Мийд (на английски: James Edward Meade) е британски икономист, удостоен с Нобелова награда за икономика през 1977 г. (заедно с шведския икономист Бертил Олин) за оригинален принос в теорията за международната търговия и теорията за движението на международния капитал.

## Биография
Джеймс Мийд е роден на 23 юни 1907 г. в Суонидж, Южна Англия. Завършва Тринити колидж на Кеймбриджкия университет. След това става преподавател по икономика в същия университет. Също така Джеймс Мийд е преподавал и в Лондонското училище по икономика.
Умира на 22 декември 1995 г. в Кеймбридж, Англия.